# 러우윈
러우윈(중국어 간체자: 楼云, 정체자: 樓雲, 병음: Lóu Yún, 한자음: 누운, 1964년 6월 23일~)은 중화인민공화국의 전직 체조 선수이다. 도마 종목을 주 종목으로 삼았으며, 1984년 하계 올림픽과 1988년 하계 올림픽에서 남자 도마 금메달을 획득했고, 금메달 2개를 포함하여 올림픽 메달 5개를 획득했다.